# Красненська сільська рада (Скадовський район)
Кра́сненська сільська́ ра́да — адміністративно-територіальна одиниця та орган місцевого самоврядування у Скадовському районі Херсонської області. Адміністративний центр — село Красне.

## Загальні відомості
- Територія ради: 4,472 км²
- Населення ради: 3 032 особи (станом на 2001 рік)
- Водоймища на території, підпорядкованій даній раді: Чорне море

## Населені пункти
Сільській раді були підпорядковані населені пункти:
- с. Красне
- с-ще Степне

## Склад ради
Рада складалася з 20 депутатів та голови.
- Голова ради: Пістолетов Олександр Васильович
- Секретар ради: Науменко Ганна Олександрівна

### Керівний склад попередніх скликань
| Прізвище, ім'я, по батькові     | Основні відомості                                                                     | Дата обрання | Дата звільнення |
| ------------------------------- | ------------------------------------------------------------------------------------- | ------------ | --------------- |
| Пістолєтов Олександр Васильович | Сільський голова, 1958 року народження, безпартійний                                  | 26.03.2006   | 31.10.2010      |
| Пістолетов Олександр Васильович | Сільський голова, 1958 року народження, освіта середня загальна, член Партії регіонів | 31.10.2010   |                 |

Примітка: таблиця складена за даними сайту Верховної Ради України

### Депутати
За результатами місцевих виборів 2010 року депутатами ради стали:

#### За суб'єктами висування
| Суб'єкт висування | Кількість обраних депутатів | %  |
| ----------------- | --------------------------- | -- |
| Партія регіонів   | 18                          | 90 |
| Самовисування     | 2                           | 10 |

#### За округами
| № округу        | Прізвище, ім'я, по батькові      | Дата визнання обраним | Освіта  | Партійна приналежність                        | Відомості про обраного депутата                                         |
| --------------- | -------------------------------- | --------------------- | ------- | --------------------------------------------- | ----------------------------------------------------------------------- |
| Партія регіонів |                                  |                       |         |                                               |                                                                         |
| 1               | Волошина Наталя Ростиславівна    | 03.11.2010            | вища    | позапартійна                                  | Красненська загальноосвітня школа, завідувач навчальної частини         |
| 3               | Гапечкіна Таїса Миколаївна       | 03.11.2010            | середня | член Партії регіонів                          | пенсіонер                                                               |
| 4               | Бучельников Едуард Миколайович   | 03.11.2010            | середня | позапартійний                                 | тимчасово не працює                                                     |
| 5               | Науменко Ганна Олександрівна     | 03.11.2010            | середня | позапартійна                                  | Красненська сільська рада, діловод                                      |
| 6               | Забудько Ольга Миколаївна        | 03.11.2010            | середня | позапартійна                                  | ясла-садок «Казка», завідувач                                           |
| 7               | Соловей Олександр Миколайович    | 03.11.2010            | середня | член Народної Екологічної партії              | Дитячий оздоровчий табір, охороник                                      |
| 8               | Семенова Ольга Олексіївна        | 03.11.2010            | середня | позапартійна                                  | Красненська сільська рада, старша медична сестра лікарської амбулаторії |
| 9               | Бешенцева Світлана Володимирівна | 03.11.2010            | вища    | позапартійна                                  | Красненська загальноосвітня школа, директор                             |
| 10              | Петриченко Микола Сергійович     | 03.11.2010            | вища    | позапартійний                                 | приватний підприємець                                                   |
| 12              | Головатенко Маргарита Миколаївна | 03.11.2010            | середня | позапартійна                                  | приватний підприємець, фермер                                           |
| 13              | Герасимов Ігор Володимирович     | 03.11.2010            | середня | позапартійний                                 | Скадовський РЕЗ і ЕМ, майстер                                           |
| 14              | Горобець Олена Олександрівна     | 03.11.2010            | вища    | позапартійна                                  | Красненська загальноосвітня школа, вчитель                              |
| 15              | Гордієнко-Кузь Алла Олексіївна   | 03.11.2010            | вища    | позапартійна                                  | Красненська загальноосвітня школа, вчитель                              |
| 16              | Грицова Людмила Миколаївна       | 03.11.2010            | середня | позапартійна                                  | приватний підприємець                                                   |
| 17              | Наливай Наталія Анатоліївна      | 03.11.2010            | середня | позапартійна                                  | Красненська загальноосвітня школа, бібліотекар                          |
| 18              | Глєбова Ніна Василівна           | 03.11.2010            | середня | член Партії регіонів                          | пенсіонер                                                               |
| 19              | Ткаченко Сергій Олександрович    | 03.11.2010            | середня | позапартійний                                 | пенсіонер                                                               |
| 20              | Мороз Ольга Петрівна             | 03.11.2010            | середня | позапартійна                                  | Дитячий оздоровчий табір, покоївка                                      |
| Самовисування   |                                  |                       |         |                                               |                                                                         |
| 2               | Бокієва Валентина Федорівна      | 03.11.2010            | середня | член Всеукраїнського об'єднання «Батьківщина» | Красненська сільська рада, секретар                                     |
| 11              | Плахотна Тетяна Василівна        | 03.11.2010            | середня | позапартійна                                  | заготівельник молока                                                    |

## Населення
Згідно з переписом УРСР 1989 року чисельність наявного населення сільської ради становила 3299 осіб, з яких 1563 чоловіки та 1736 жінок.
За переписом населення України 2001 року в сільській раді мешкало 3018 осіб.

### Мова
Розподіл населення за рідною мовою за даними перепису 2001 року:
| Мова       | Відсоток |
| ---------- | -------- |
| українська | 85,46 %  |
| російська  | 13,79 %  |
| білоруська | 0,43 %   |
| вірменська | 0,13 %   |
| молдовська | 0,10 %   |